# قلعه (خفر)
قلعه، روستایی در دهستان راهگان بخش راهگان شهرستان خفر در استان فارس ایران است.

## جمعیت
بر پایه سرشماری عمومی نفوس و مسکن در سال ۱۳۹۵، جمعیت این روستا برابر با ۳۴۵ نفر (۱۰۶ خانوار) بوده است.